# 위대한 유산 (2003년 영화)
"위대한 유산"은 2003년 개봉한 임창정, 김선아 주연의 대한민국 코미디 영화이다.

## 줄거리
백화점 시식회, 형 등쳐먹기 등등 백수생활 지침서에 따라 열심히 살고 있던 창식. 탤런트가 꿈이지만 어설픈 연기력으로 매번 낙방하는 비디오가게 집 딸 미영. 먼산 보고 길가다 창식과 미영은 그만 정면충돌. 이 사고로 창식은 두 주먹 불끈 쥐고있던 동전을 와르르르 바닥에 떨어뜨리고 말았다. 목숨보다 소중했던 동전들! 하나하나 주워보지만 100원이 모자란다. 사건의 주범 미영에게 눈을 부라리며 따져봐도 끝까지 100원은 못 준다는데...이렇게 불구대천 원수가 된 소심한 백수 한쌍. 그들 앞에 큰껀(?) 하나가 걸려들었다. 우연히 동네 노인의 뺑소니 교통 사고를 같이 목격하게 된 두 사람은 다음 날 목격자에게 사례금 500만원을 준다는 현수막을 보고 눈이 뒤집힌다. 그러나 서로 목격자라고 설치는 그들에게 가공할 태클이 들어오는데...500만원에 눈 먼 백수, 백조 과연 광명 찾을 수 있을까?

## 출연
- 임창정 - 창식 역
- 김선아 - 미영 역
- 김수미 - 미영모 역
- 공형진 - 용식 역
- 이상훈 - 창훈 역
- 배정아 - 성희 역
- 조미령 - 미애 역
- 엄춘배 - 도치 역
- 심경민 - 양말 역
- 김윤희 - 마담 역
- 주명철 - 똘마니1 역
- 김대중 - 똘마니2 역
- 사현진 - 대가리 역
- 김진구 - 길운노모 역
- 조태성 - 길운 역
- 최무인 - 심형사 역
- 정희태 - 오형사 역
- 유순철 - 황회장 역
- 강재섭 - 장남 역
- 김기천 - 최변호사 역
- 한춘일 - 슈퍼 아저씨 역
- 임성훈 - 퀴즈쇼 진행자 역(특별출연)

## 제작진
- 감독 - 오상훈
- 각본 - 이현철, 이원형, 이원재, 고윤경
- 제작사 - CJ 엔터테인먼트
- 투자사 -  제공:CJ엔터테인먼트/공동제공:㈜익영영화, ㈜싸이더스HQ
- 배급사 - CJ엔터테인먼트
- 제작투자 - 최평호
- 프로듀서/기획 - 송창용
- 촬영 - 이석현
- 조명 - 고영광
- 편집 - 경민호(MINO editing room)
- 음악 - 조성우(M&F)
- 미술 - 황창록
- 세트 - 윤기찬(무대마당)
- 의상 - 김영희 , 정경미
- 분장 - 현경선(MIDUS)
- 조감독 - 김종진 , 권명중 , 이정학 , 박정대 , 팽제국

## 수상내역
- 2004년 제27회 황금촬영상
  - 신인감독상(오상훈)
  - 인기여우상(김선아)